# Stanisław Pręgowski
Stanisław Pręgowski (ur. 1940 w Brześciu Kujawskim) – polski artysta fotograf. Członek Okręgu Wielkopolskiego Związku Polskich Artystów Fotografików. Członek założyciel Pilskiego Towarzystwa Fotograficznego.

## Życiorys
Stanisław Pręgowski od 1964 roku jest związany z pilskim środowiskiem fotograficznym, mieszka i pracuje w Pile. W 1968 roku był współzałożycielem Pilskiego Towarzystwa Fotograficznego, działającego do 1976 roku – wówczas zostało przekształcone w Klub Fotograficzny. W 1985 roku był założycielem oraz kuratorem Galerii Fotografii P, która funkcjonowała do 2000 roku – prezentując wystawy fotografów z Polski i innych krajów (Australii, Austrii, Czech, Francji, Meksyku, Niemiec). Był inicjatorem, organizatorem oraz jurorem Międzynarodowego Biennale Fotografii Artystycznej Dziecko – obecnie organizowanego pod patronatem Międzynarodowej Federacji Sztuki Fotograficznej FIAP oraz Fotoklubu Rzeczypospolitej Polskiej. Uczestniczy w posiedzeniach jury wielu konkursów fotograficznych.
W 1990 roku został przyjęty w poczet członków Okręgu Wielkopolskiego Związku Polskich Artystów Fotografików (legitymacja nr 659), w którym przez kilka kadencji pełnił funkcje w Zarządzie OW ZPAF. W 2006 roku obchodził 40-lecie pracy twórczej – został wówczas odznaczony Srebrnym Krzyżem Zasługi.
Stanisław Pręgowski jest autorem i współautorem wielu wystaw fotograficznych; indywidualnych, zbiorowych, poplenerowych oraz pokonkursowych (również międzynarodowych), na których otrzymał wiele nagród, wyróżnień, dyplomów, listów gratulacyjnych. Jego fotografie były prezentowane m.in. w Austrii, Brazylii, Czechach, Kanadzie, Niemczech, Stanach Zjednoczonych oraz w Polsce. Miejsce szczególne w twórczości Stanisława Pręgowskiego zajmuje fotografia czarno-biała, w dużej części tworzona z wykorzystaniem dawnych szlachetnych technik fotograficznych – solaryzacji, bromu oraz w zdecydowanej większości gumy.
Prace Stanisława Pręgowskiego znajdują się m.in. w zbiorach Instytutu Alinari we Florencji, Muzeum Narodowego w Poznaniu, Państwowego Muzeum na Majdanku, Muzeum Fotografii w Bydgoszczy, Centrum Kultury Żydowskiej w Krakowie. W 2010 roku został odznaczony okolicznościowym medalem i uhonorowany wpisem do Księgi Pamiątkowej miasta Piły.

## Odznaczenia
- Medal 150-lecia Fotografii (1989);
- Srebrny Krzyż Zasługi (2006);
- Odznaka „Zasłużony Działacz Kultury”;
- Odznaka honorowa „Za zasługi dla województwa wielkopolskiego”;

Źródło.

## Publikacje (albumy)
- Ludzie i kamienie (Wydawnictwo Kurpisz – 2001)[3][10][20][21].